# Blüthner-Orchester
Das Blüthner-Orchester war ein 1907 in Berlin gegründetes Sinfonieorchester, das sich 1922 in Berliner Sinfonie-Orchester umbenannt hat.

## Gründungsphase
Es wurde nach seinem Sponsor benannt, der „Julius Blüthner Pianofortefabrik GmbH“, die 1853 vom Klavierbauer Julius Blüthner in Leipzig gegründet worden war. Sie gehört heute neben Steinway & Sons, Bösendorfer und Carl Bechstein zu den führenden Pianoherstellern weltweit. Das mit erheblichen Geldmitteln unterstützte Orchester suchte talentierte Musiker, sein erster Konzertmeister war Louis Persinger. Sein Domizil war der „Blüthner-Saal“, ein großer, zum Klindworth-Scharwenka-Konservatorium gehörender Konzertsaal in der Genthiner Straße 11 (Berlin-Tiergarten). Im Gründungsjahr 1907 begann der Bratschist Hermann Scherchen beim Orchester seine Laufbahn. Von 1909 bis 1910 übernahm der Dirigent Josef Stránský die Leitung des Orchesters. Unter ihm wurde am 15. Dezember 1910 Edgard Varèses erste symphonische Dichtung „Bourgogne“ uraufgeführt. 1913 spielte das Orchester für die deutsche Plattenfirma Anker Record erstmals den ersten Akt aus Die Walküre von Richard Wagner unter Leitung von Edmund von Strauß ein.

## Zunehmende Bekanntheit
Das Blüthner-Orchester trat außerhalb Berlins auch deutschlandweit auf. Das von der Kritik sehr gelobte Blüthner-Orchester unter der Leitung von Paul Scheinpflug war in Berlin populär, insbesondere seine Sonntags-Sinfoniekonzerte mit dem gängigen und populären klassischen und romantischen Repertoire:S. 15 im Blüthner-Saal. 1915 kam Violinist Adalbert Luczkowski vom Schwarwenka-Konservatorium zum Orchester, 1917 gab es unter Eugene Ormandy eine Tournee durch Ungarn.
Die Beteiligung des Blüthner-Orchesters im Januar 1919 an einem von der Berliner SPD organisierten Neujahrskonzert, also einem „proletarischen Konzert“, war wohl weniger auf die Favorisierung einer bestimmten politischen Linie durch das Orchester als vielmehr auf sein Bestreben um Popularität zurückzuführen. Es kam zu einem Skandal um das Orchester, als es nach der Ermordung von Karl Liebknecht und Rosa Luxemburg am 15. Januar 1919 auf deren Totenfeier spielte. Nur eine Entschuldigung des Dirigenten Paul Scheinpflug konnte das Orchester wieder rehabilitieren.:S. 16

## Endphase
Eines der letzten berühmten Konzerte unter dem Namen „Blüthner-Orchester“ fand am 16. Oktober 1924 im Sportpalast Berlin unter Pietro Mascagni statt. Im Mai 1925 wurden seine Musiker vom Berliner Sinfonie-Orchester unter der Leitung von Oskar Fried übernommen. Das Blüthner-Orchester hatte aufgehört zu existieren.

## Diskografie (Auswahl)
- Auswahl einiger Konzerte